# Szentgyörgyvölgy
Szentgyörgyvölgy è un comune dell'Ungheria di 485 abitanti (dati 2001). È situato nella contea di Zala.